# Lijst van voetbalinterlands Bulgarije - Engeland
Deze lijst van voetbalinterlands is een overzicht van alle officiële voetbalwedstrijden tussen de nationale teams van Bulgarije en Engeland. De landen hebben tot op heden twaalf keer tegen elkaar gespeeld. De eerste ontmoeting was in Rancagua op 7 juni 1962, tijdens het Wereldkampioenschap voetbal 1962. Het laatste duel, een kwalificatiewedstrijd voor het Europees kampioenschap voetbal 2020, vond plaats op 14 oktober 2019 in Sofia.

## Wedstrijden
| №  | Plaats   | Datum            | Competitie           | Wedstrijd            | Uitslag |
| -- | -------- | ---------------- | -------------------- | -------------------- | ------- |
| 1  | Rancagua | 7 juni 1962      | WK 1962              | Engeland − Bulgarije | 0 − 0   |
| 2  | Londen   | 11 december 1968 | Vriendschappelijk    | Engeland − Bulgarije | 1 − 1   |
| 3  | Sofia    | 1 juni 1974      | Vriendschappelijk    | Bulgarije − Engeland | 0 − 1   |
| 4  | Sofia    | 6 juni 1979      | EK 1980 kwalificatie | Bulgarije − Engeland | 0 − 3   |
| 5  | Londen   | 22 november 1979 | EK 1980 kwalificatie | Engeland − Bulgarije | 2 − 0   |
| 6  | Londen   | 27 maart 1996    | Vriendschappelijk    | Engeland − Bulgarije | 1 − 0   |
| 7  | Londen   | 10 oktober 1998  | EK 2000 kwalificatie | Engeland − Bulgarije | 0 − 0   |
| 8  | Sofia    | 9 juni 1999      | EK 2000 kwalificatie | Bulgarije − Engeland | 1 − 1   |
| 9  | Londen   | 3 september 2010 | EK 2012 kwalificatie | Engeland − Bulgarije | 4 − 0   |
| 10 | Sofia    | 2 september 2011 | EK 2012 kwalificatie | Bulgarije − Engeland | 0 − 3   |
| 11 | Londen   | 7 september 2019 | EK 2020 kwalificatie | Engeland − Bulgarije | 4 − 0   |
| 12 | Sofia    | 14 oktober 2019  | EK 2020 kwalificatie | Bulgarije − Engeland | 0 − 6   |

## Samenvatting
| Competitie        | Totaal gespeeld | Winst Bulgarije | Gelijk | Winst Engeland | Doelsaldo Bulgarije – Engeland |
| ----------------- | --------------- | --------------- | ------ | -------------- | ------------------------------ |
| WK-eindronde      | 1               | 0               | 1      | 0              | 0 − 0                          |
| EK-kwalificatie   | 8               | 0               | 2      | 6              | 1 − 23                         |
| Vriendschappelijk | 3               | 0               | 1      | 2              | 1 − 3                          |
| Totaal            | 12              | 0               | 4      | 8              | 2 − 26                         |

Wedstrijden bepaald door strafschoppen worden, in lijn met de FIFA, als een gelijkspel gerekend.

## Details

### Eerste ontmoeting
| WK 1962 (Rancagua, Chili, 7 juni 1962): |              | |
| Engeland | 0 – 0        | Bulgarije |
| | goals        | |
| Walter Winterbottom | bondscoach   | Georgi Pachedzhiev en Krstio Chakarov |
| Ronald Springett Jimmy Armfield Ray Wilson Bobby Moore Maurice Norman Ron Flowers Bryan Douglas Jimmy Greaves Alan Peacock John Haynes Bobby Charlton | opstellingen | Georgi Naydenov Dimitar Dimov Ivan Dimitrov Dobromir Zhechev Dimitar Kostov Nikola Kovachev Aleksandar Kostov Petar Velichkov Georgi Sokolov Ivan Kolev Dinko Dermendzhiev |
| | wissels      | |

### Zesde ontmoeting
| Vriendschappelijk (Londen, Engeland, 27 maart 1996): |              | |
| Engeland | 1 – 0        | Bulgarije |
| Les Ferdinand 6' | goals        | |
| Terry Venables | bondscoach   | Dimitar Penev |
| David Seaman Gary Neville Stuart Pearce Paul Ince Gareth Southgate Steve Howey Steve McManaman Paul Gascoigne 76' Les Ferdinand 76' Teddy Sheringham 68' Steve Stone | opstellingen | 46' Borislav Mikhailov Petar Hubchev Zlatko Yankov Trifon Ivanov 85' Emil Kremenliev Yordan Lechkov Ilian Kiriakov 46' Gosho Ginchev Ivailo Yordanov 85' Lyuboslav Penev Emil Kostadinov |
| David Platt 76' Robbie Fowler 76' Robert Lee 68' | wissels      | 46' Dimitar Popov 46' Boncho Genchev 85' Radostin Kishishev 85' Nasko Sirakov |
| Stuart Pearce ??' | gele kaarten | ??' Emil Kremenliev ??' Trifon Ivanov |
| - Debuut van Robbie Fowler (Liverpool) voor Engeland. |              | |

BFS · A-internationals · Selecties · Bondscoaches · Bulgaars vrouwenelftal · Olympisch elftal · Bulgarije U21 · Bulgarije U20 · Bulgarije U19 · Bulgarije U18 · Bulgarije U17 · Bulgarije U16
1924 – 1929 · 
1930 – 1939 · 
1940 – 1949 · 
1950 – 1959 · 
1960 – 1969 · 
1970 – 1979 · 
1980 – 1989 · 
1990 – 1999 · 
2000 – 2009 · 
2010 – 2019 ·
2020 − 2029
EK 1996 · 
EK 2004
WK 1962 · 
WK 1966 · 
WK 1970 · 
WK 1974 · 
WK 1986 · 
WK 1994 · 
WK 1998
OS 1924 · 
OS 1952 · 
OS 1956 · 
OS 1960 · 
OS 1968
1924 · 
1925 · 
1926 · 
1927 · 
1928 ·
1929 · 
1930 · 
1931 · 
1932 · 
1933 · 
1934 · 
1935 · 
1936 · 
1937 · 
1938 · 
1939 · 
1940 · 
1941 ·
1942 · 
1943 · 
1944 · 1945 · 
1946 ·
1947 · 
1948 · 
1949 · 
1950 · 
1952 · 
1952 · 
1953 · 
1954 · 
1955 · 
1956 · 
1957 · 
1958 · 
1959 · 
1960 · 
1961 · 
1962 · 
1963 · 
1964 · 
1965 · 
1966 · 
1967 · 
1968 · 
1969 · 
1970 · 
1971 · 
1972 · 
1973 · 
1974 · 
1975 · 
1976 · 
1977 · 
1978 · 
1979 · 
1980 · 
1981 · 
1982 · 
1983 · 
1984 · 
1985 · 
1986 · 
1987 · 
1988 · 
1989 · 
1990 · 
1991 · 
1992 · 
1993 · 
1994 · 
1995 · 
1996 · 
1997 · 
1998 · 
1999 · 
2000 · 
2001 · 
2002 · 
2003 · 
2004 · 
2005 · 
2006 · 
2007 · 
2008 · 
2009 · 
2010 · 
2011 · 
2012 · 
2013 · 
2014 · 
2015 ·
2016 ·
2017 ·
2018 ·
2019 ·
2020 ·
2021 ·
2022 ·
2023 ·
2024
Albanië ·
Algerije ·
Andorra ·
Argentinië ·
Armenië ·
Australië ·
Azerbeidzjan ·
België ·
Bolivia ·
Bosnië en Herzegovina ·
Brazilië ·
Canada · 
Chili ·
Cuba ·
Cyprus ·
DDR ·
Denemarken ·
Duitsland ·
Ecuador ·
Egypte ·
Engeland ·
Estland ·
Finland ·
Frankrijk ·
Georgië ·
Gibraltar ·
Griekenland ·
Hongarije ·
Ierland ·
IJsland ·
Indonesië ·
Iran ·
Israël ·
Italië ·
Jamaica ·
Japan ·
Joegoslavië ·
Jordanië ·
Kameroen ·
Kazachstan ·
Koeweit ·
Kosovo ·
Kroatië ·
Letland ·
Libanon ·
Litouwen ·
Luxemburg ·
Malta ·
Marokko ·
Mexico ·
Moldavië ·
Montenegro ·
Nederland ·
Nieuw-Caledonië ·
Nigeria ·
Noord-Ierland ·
Noord-Korea ·
Noord-Macedonië ·
Noorwegen ·
Oekraïne ·
Oman ·
Oostenrijk ·
Paraguay ·
Peru ·
Polen ·
Portugal ·
Qatar ·
Roemenië ·
Rusland ·
San Marino ·
Saoedi-Arabië ·
Schotland ·
Servië ·
Servië en Montenegro ·
Slovenië ·
Slowakije ·
Sovjet-Unie ·
Spanje ·
Tanzania ·
Thailand ·
Tsjechië ·
Tsjecho-Slowakije ·
Tunesië ·
Turkije ·
Uruguay ·
Verenigde Arabische Emiraten ·
Wales ·
Wit-Rusland ·
Zuid-Afrika ·
Zuid-Korea ·
Zweden ·
Zwitserland
FA · A-internationals · Selecties · Bondscoaches · Engels vrouwenelftal · Brits olympisch elftal · Engeland -21 · Engeland -20 · Engeland -19 · Engeland -18 · Engeland -17 · Engeland -16 · Vrouwen -17
1872 – 1899 ·
1900 – 1919 ·
1920 – 1929 ·
1930 – 1939 ·
1940 – 1949 ·
1950 – 1959 ·
1960 – 1969 ·
1970 – 1979 ·
1980 – 1989 ·
1990 – 1999 ·
2000 – 2009 ·
2010 – 2019 ·
2020 − 2029
EK's: 1968 ·
1980 ·
1988 ·
1992 ·
1996 ·
2000 ·
2004 ·
2012 · 
2016 · 
2020 · 
2024
WK's: 1950 ·
1954 ·
1958 ·
1962 ·
1966 ·
1970 ·
1982 ·
1986 ·
1990 ·
1998 ·
2002 ·
2006 ·
2010 ·
2014 ·
2018 · 
2022
Albanië ·
Algerije ·
Andorra ·
Argentinië ·
Australië ·
Azerbeidzjan ·
België ·
Bosnië en Herzegovina ·
Brazilië ·
Bulgarije ·
Canada ·
Chili ·
China ·
Colombia ·
Costa Rica ·
Cyprus ·
Denemarken ·
DDR · 
Duitsland ·
Ecuador ·
Egypte ·
Estland ·
Finland ·
Frankrijk ·
Georgië ·
Ghana ·
GOS ·
Griekenland ·
Honduras ·
Hongarije ·
Ierland ·
IJsland · 
Iran ·
Israël ·
Italië ·
Ivoorkust ·
Jamaica ·
Japan ·
Joegoslavië ·
Kameroen ·
Kazachstan ·
Koeweit ·
Kosovo ·
Kroatië ·
Liechtenstein ·
Litouwen ·
Luxemburg ·
Maleisië ·
Malta ·
Marokko ·
Mexico ·
Moldavië ·
Montenegro ·
Nederland ·
Nieuw-Zeeland ·
Nigeria ·
Noord-Ierland ·
Noord-Macedonië ·
Noorwegen ·
Oekraïne ·
Oostenrijk ·
Panama · 
Paraguay ·
Peru · 
Polen ·
Portugal ·
Roemenië ·
Rusland ·
San Marino · 
Saoedi-Arabië ·
Schotland ·
Senegal ·
Servië ·
Servië en Montenegro · 
Slovenië ·
Slowakije ·
Sovjet-Unie ·
Spanje ·
Trinidad en Tobago ·
Tsjechië ·
Tsjecho-Slowakije ·
Tunesië ·
Turkije ·
Uruguay ·
Verenigde Staten ·
Wales ·
Wit-Rusland ·
Zuid-Afrika ·
Zuid-Korea ·
Zweden ·
Zwitserland
Algerije (2010) · 
Argentinië (1986) · 
Argentinië (1998) · 
Argentinië (2002) · 
België (1990) · 
België (2018, 1) · 
België (2018, 2) · 
Brazilië (2002) · 
Colombia (1998) ·
Colombia (2018) ·
Costa Rica (2014) ·
Denemarken (2002) ·
Denemarken (2021) · 
Duitsland (2000) ·
Duitsland (2010) ·
Duitsland (2021) ·
Ecuador (2006) ·
Egypte (1990) ·
Frankrijk (1982) ·
Frankrijk (2012) ·
Frankrijk (2022) ·
Ierland (1990) · 
IJsland (2016) ·
Italië (1990) · 
Italië (2012) · 
Italië (2014) · 
Italië (2021) · 
Kameroen (1990) · 
Koeweit (1982) · 
Kroatië (2018) ·
Kroatië (2021) · 
Marokko (1986) · 
Nederland (1990) · 
Nigeria (2002) · 
Oekraïne (2012) · 
Oekraïne (2021) ·
Panama (2018) · 
Paraguay (1986) · 
Paraguay (2006) · 
Polen (1986) · 
Portugal (1986) · 
Portugal (2000) · 
Portugal (2006) · 
Roemenië (1998) ·
Roemenië (2000) ·
Rusland (2016) ·
Schotland (2021) ·
Senegal (2022) ·
Slovenië (2010) ·
Slowakije (2016) ·
Spanje (1982) ·
Spanje (2024) ·
Trinidad en Tobago (2006) ·
Tsjechië (2021) ·
Tsjecho-Slowakije (1982) ·
Tunesië (1998) ·
Tunesië (2018) ·
Uruguay (2014) ·
Verenigde Staten (2010) ·
Wales (2016) · 
West-Duitsland (1966) ·
West-Duitsland (1982) ·
West-Duitsland (1990) ·
Zweden (2002) ·
Zweden (2006) · 
Zweden (2012)